# Thar
Tharöknen, även känd som Great Indian Desert, är ett ökenområde med en yta på 253 300 km2 som ligger i de indiska delstaterna Rajasthan, Punjab och Gujarat samt i Punjab och Sindh sydöstra Pakistan.

## Geografi
Tharöknen gränsar mot Indusslätten och Indusflodens delta i väster, Punjabslätten i norr och nordost, Rann av Kutch i söder och i Aravallibergen i sydost har floden Luni, vars flodbädd normalt är torrlagd, sin källa.
Tharöknen är till en tiondel täckt av sanddyner. De resterande ytan består av klippor, dyner som fixerats av  buskvegetation, som ger bete åt bland annat antiloper, samt playor (uttorkade saltsjöbottnar). De högre sanddynerna är cirka 150 meter höga.

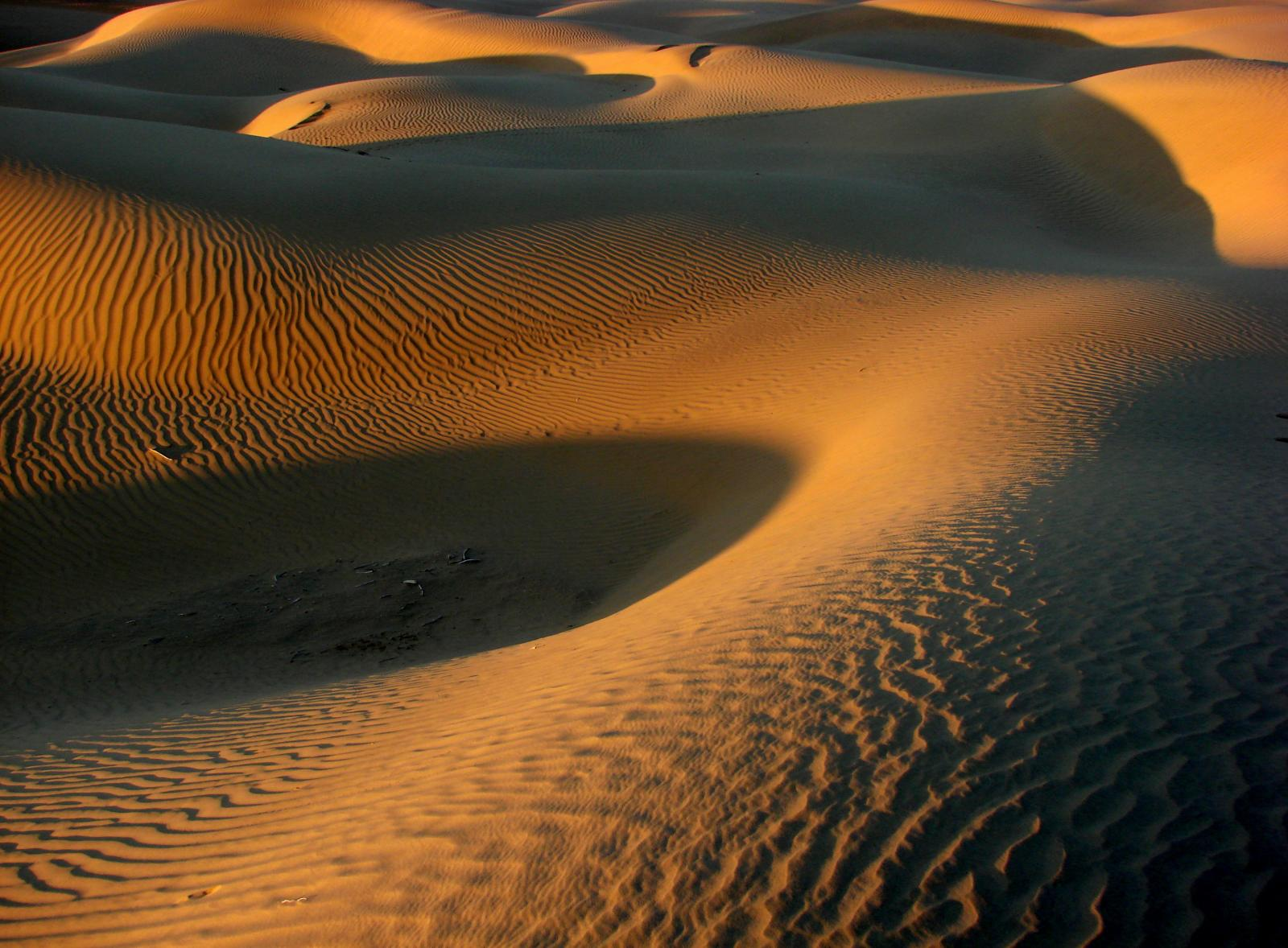
Sanddyner
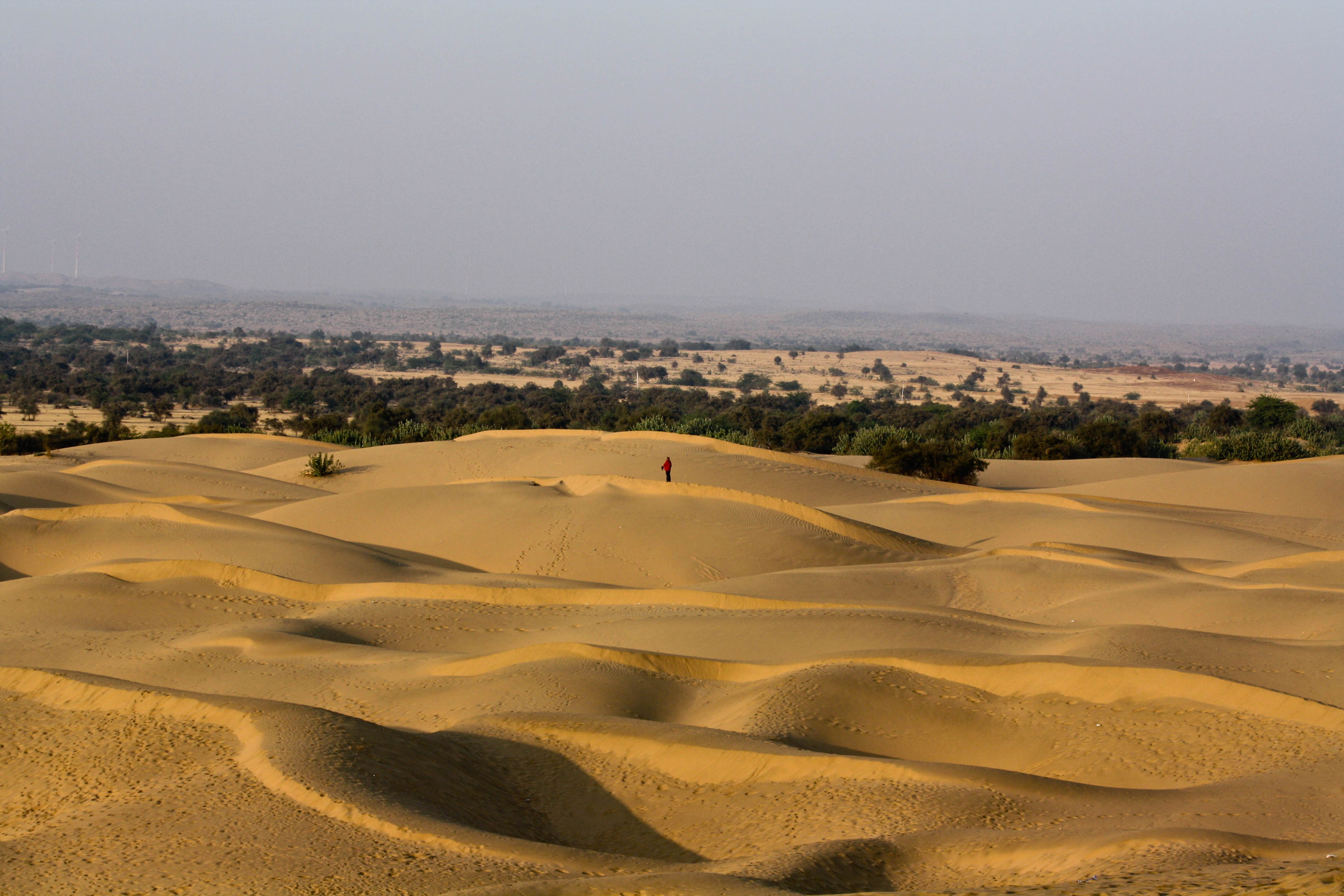
Sanddyner och buskmark
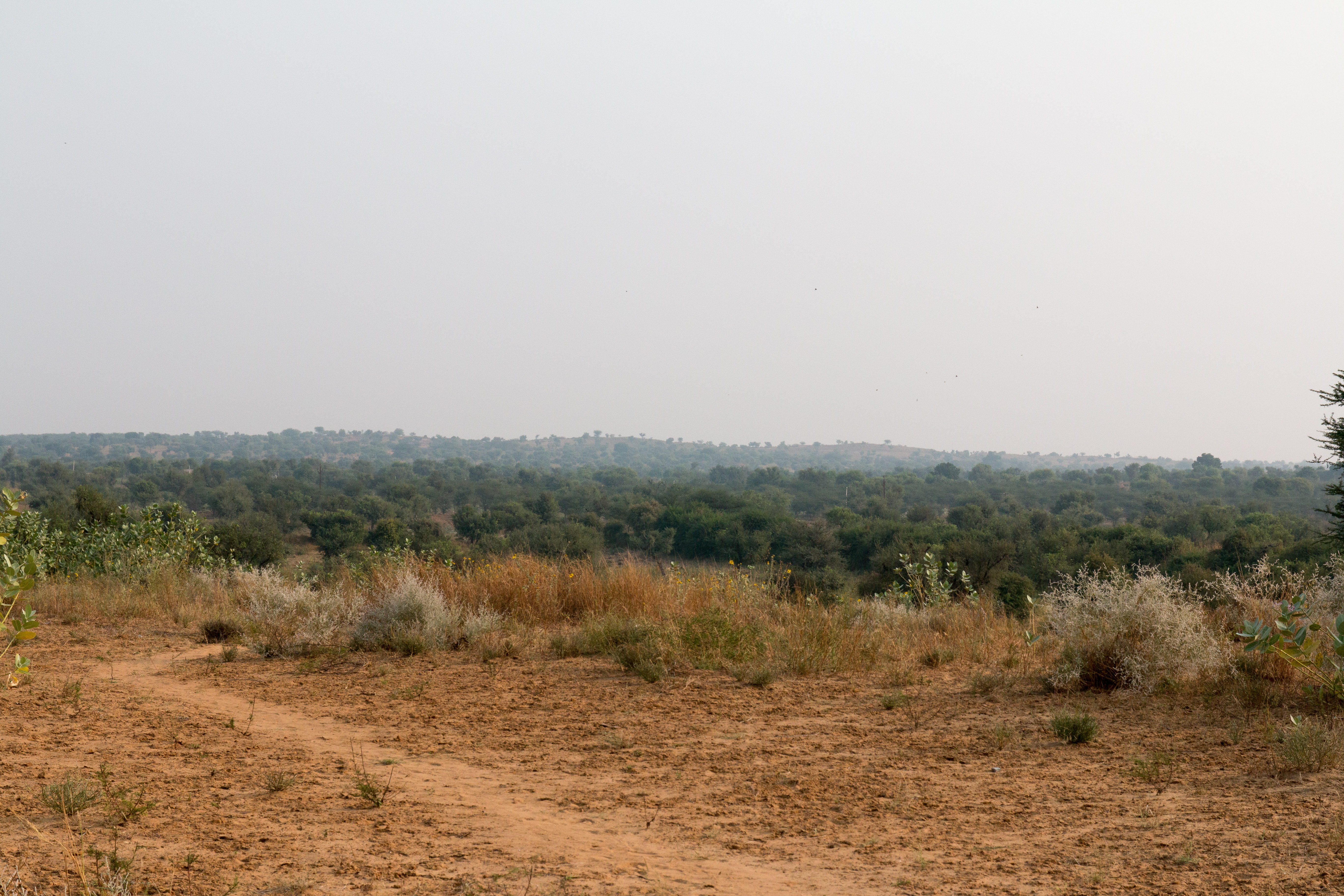
Gräs

## Klimat
Vintertid förekommer frost och sommartid kan temperaturen vandra upp till over 50 °C. Nederbörden ligger mellan 100 mm eller mindre per år i väster och 500 mm per år öster. Regnet kommer i huvudsak med den sydvästliga monsunen mellan juli och september och varierar starkt år till år. Under de hetaste månaderna, maj och juni, är det vanligt med sandstormar.

## Växter och djur
Vegetationen i Tharöknen består olika gräsarter samt träd och buskar, exempelvis akacior (Acacia nilotica), ärtväxter (Prosopis cineraria) tamarisker (Tamarix aphylla), kaprisväxter (Capparis decidua), slideväxter (Calligonum polygonoides) och amarantväxer (Haloxylon recurvum).

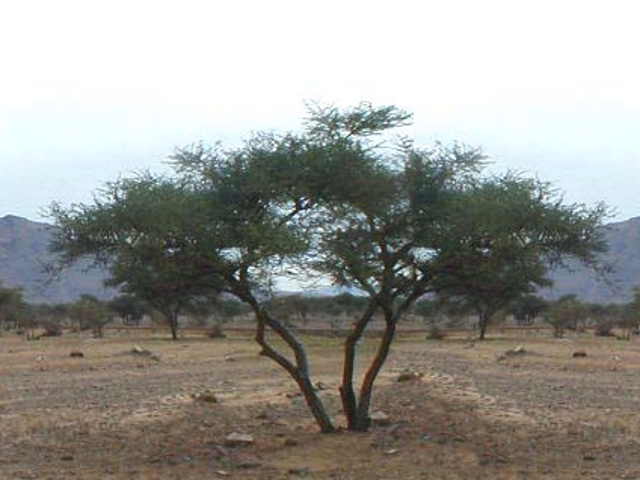
Acacia nilotica
Prosopis cineraria
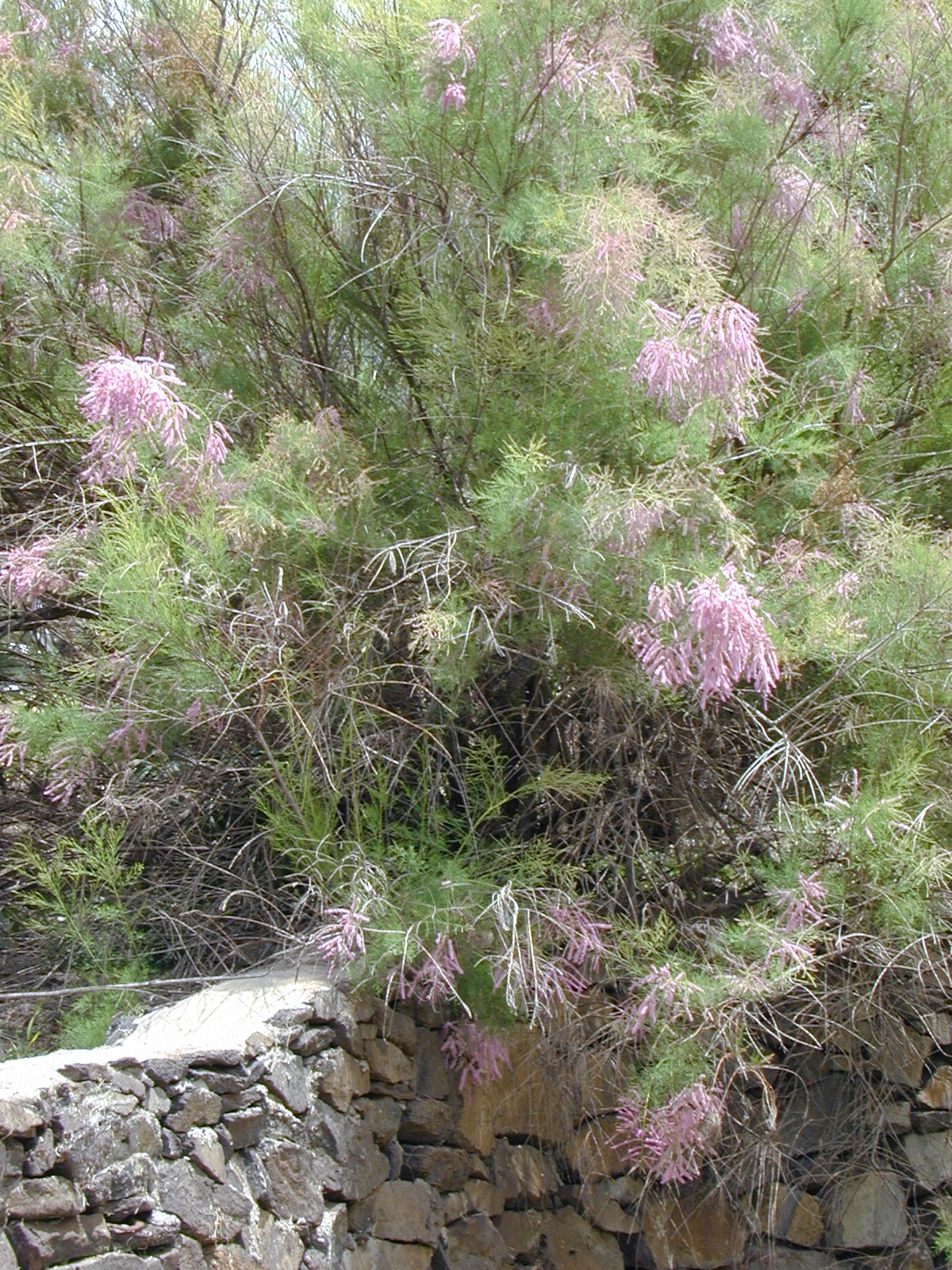
Tamarix aphylla
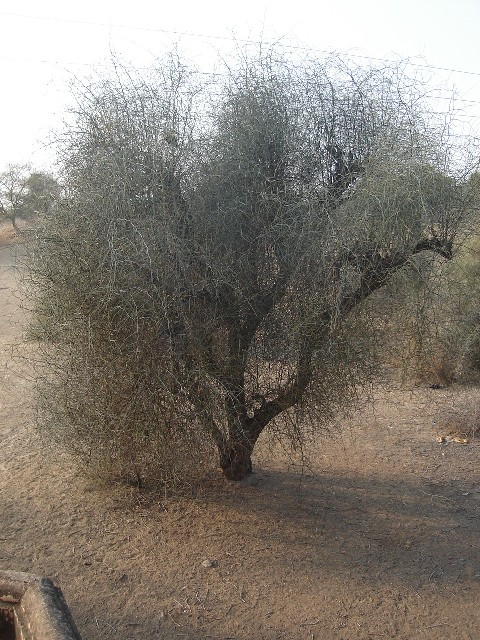
Capparis decidua
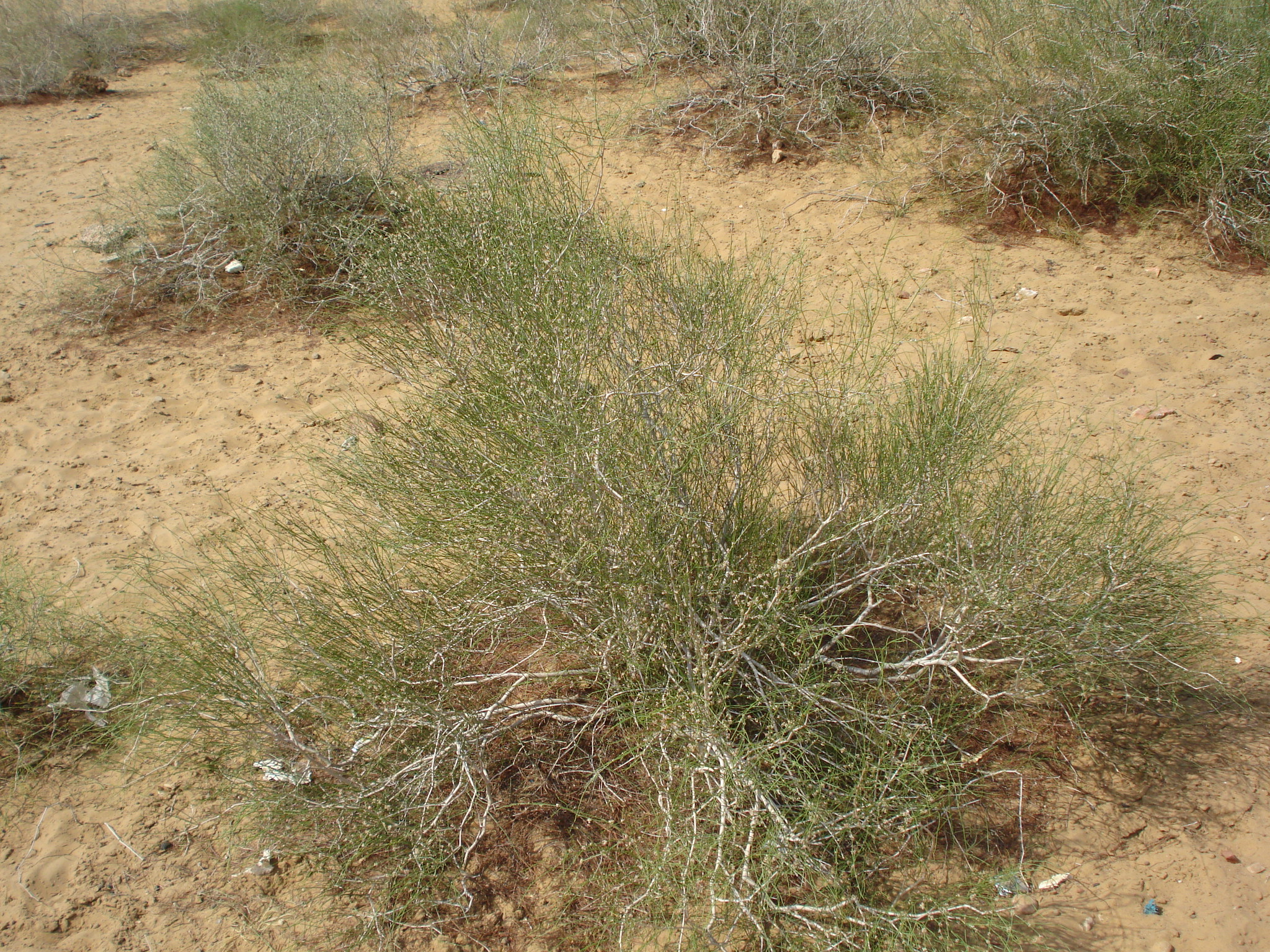
Calligonum polygonoides
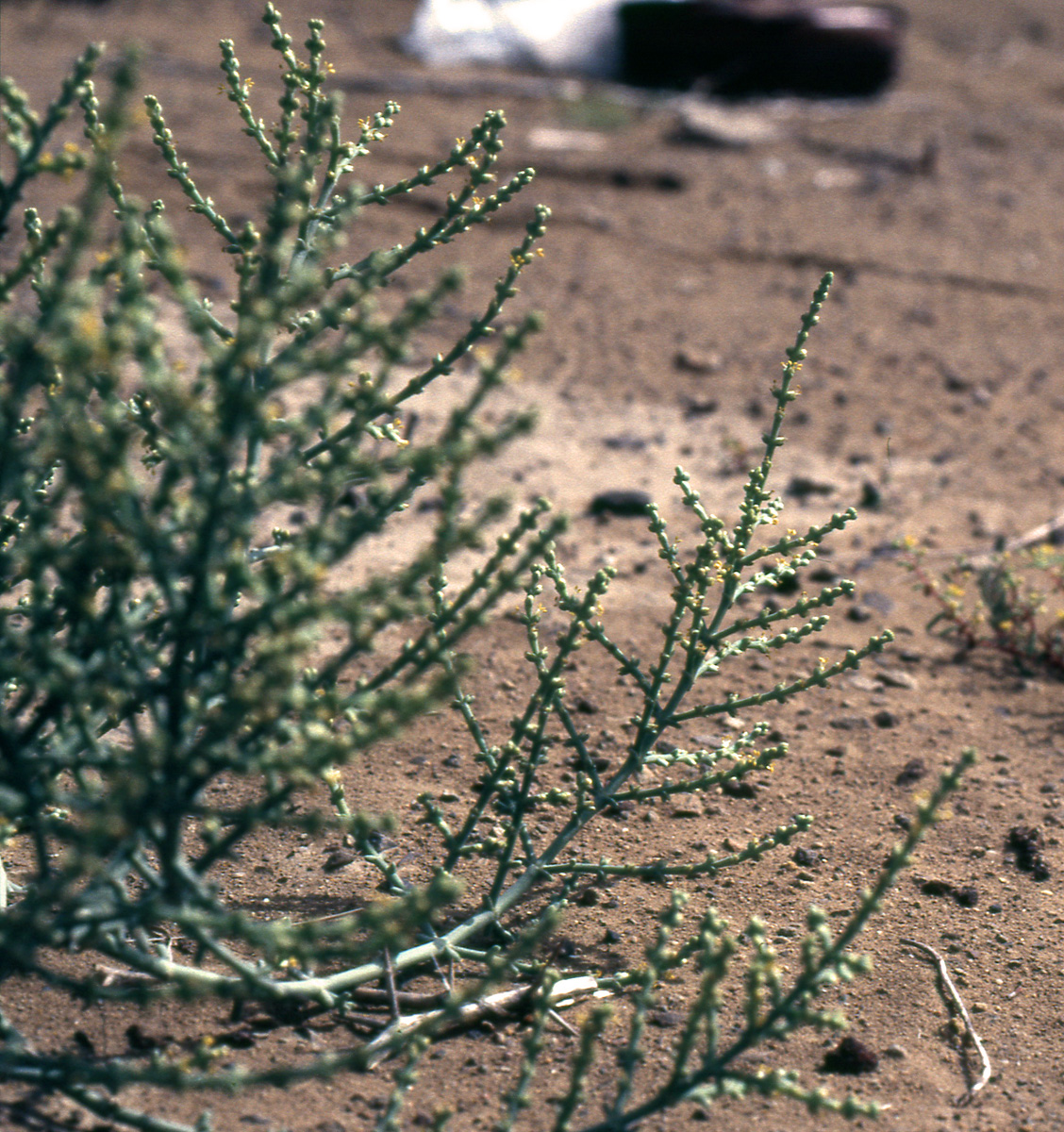
Haloxylon recurvum

Det hårda klimatet till trots finns ett antal djur som lever i Tharöknen.  Totalt lever 41 däggdjur i Tharöknen, bland andra  besoarantilop, indisk gasell, ökenlo och indisk räv. 141 fåglar finns i området, exempelvis den akut hotade indiska trappen, fälthöns och vaktlar samt ibland flyttfåglarna, flyghöns, ankor, gäss,  trana, jungfrutrana och större flamingo. Dessutom finns 11 reptilarter i öknen.

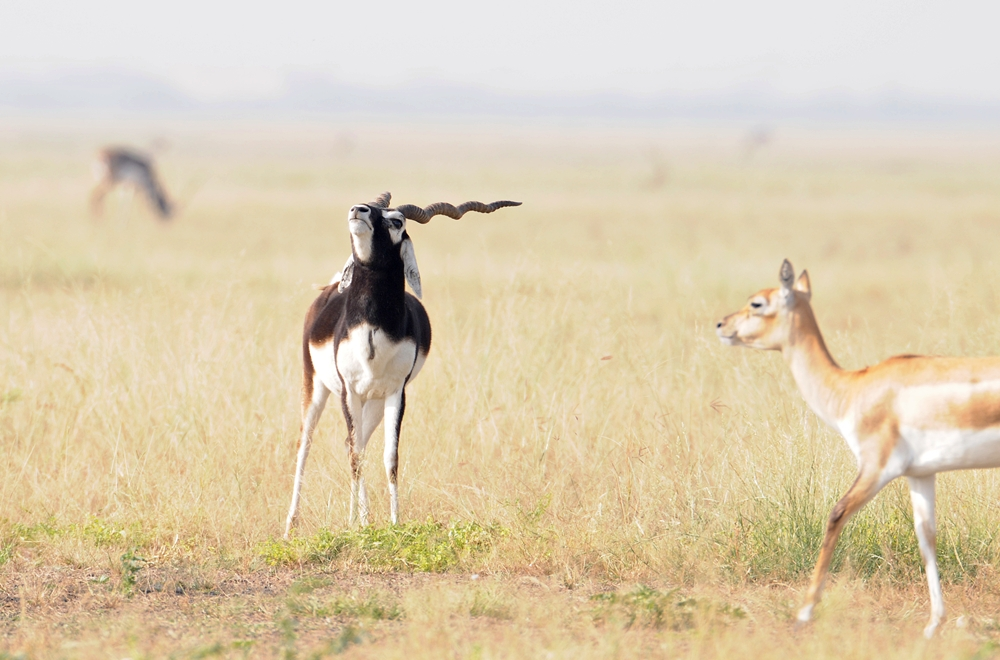
Besoarantilop
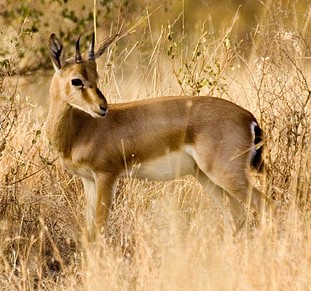
Indisk gasell
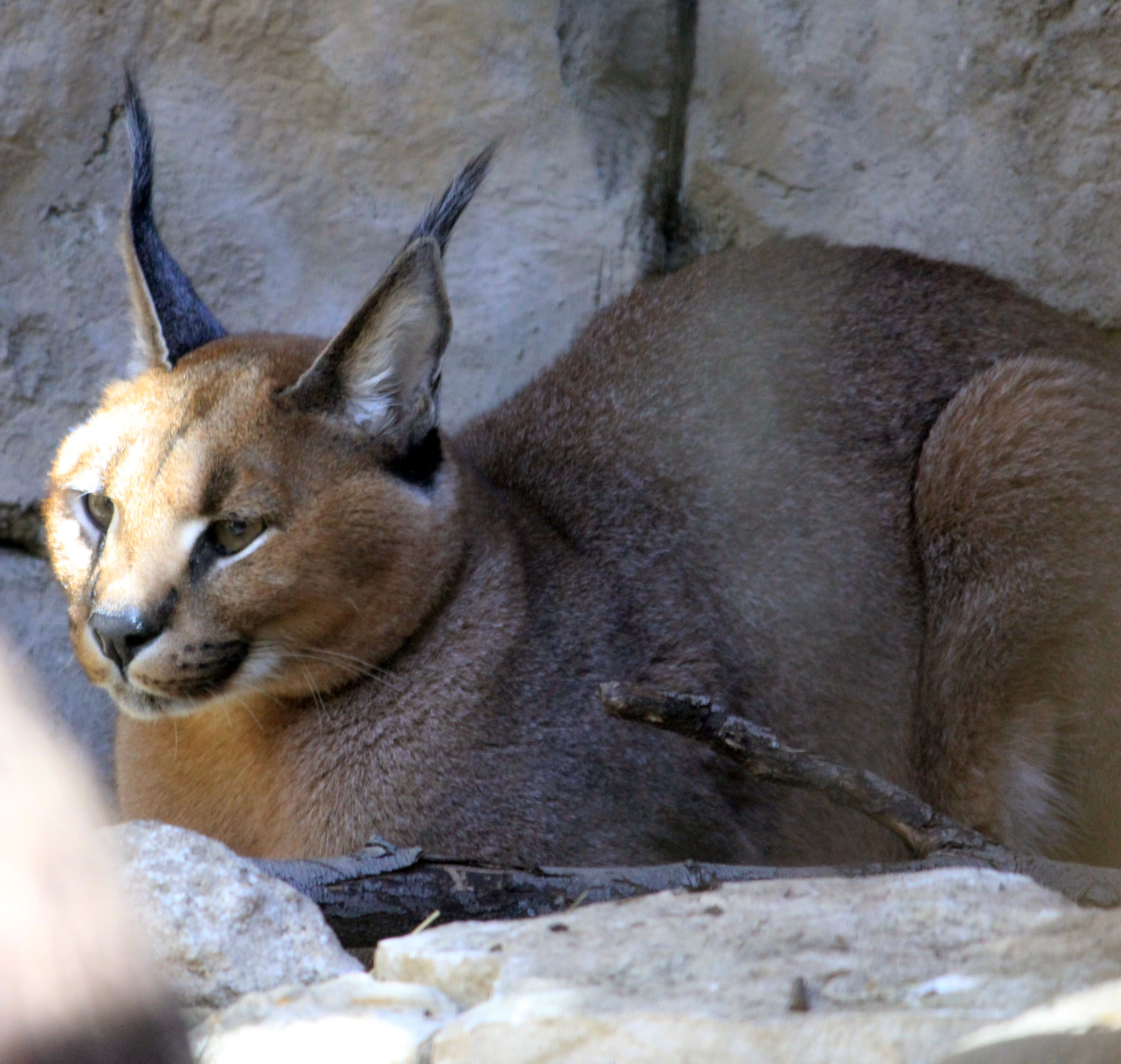
Ökenlo
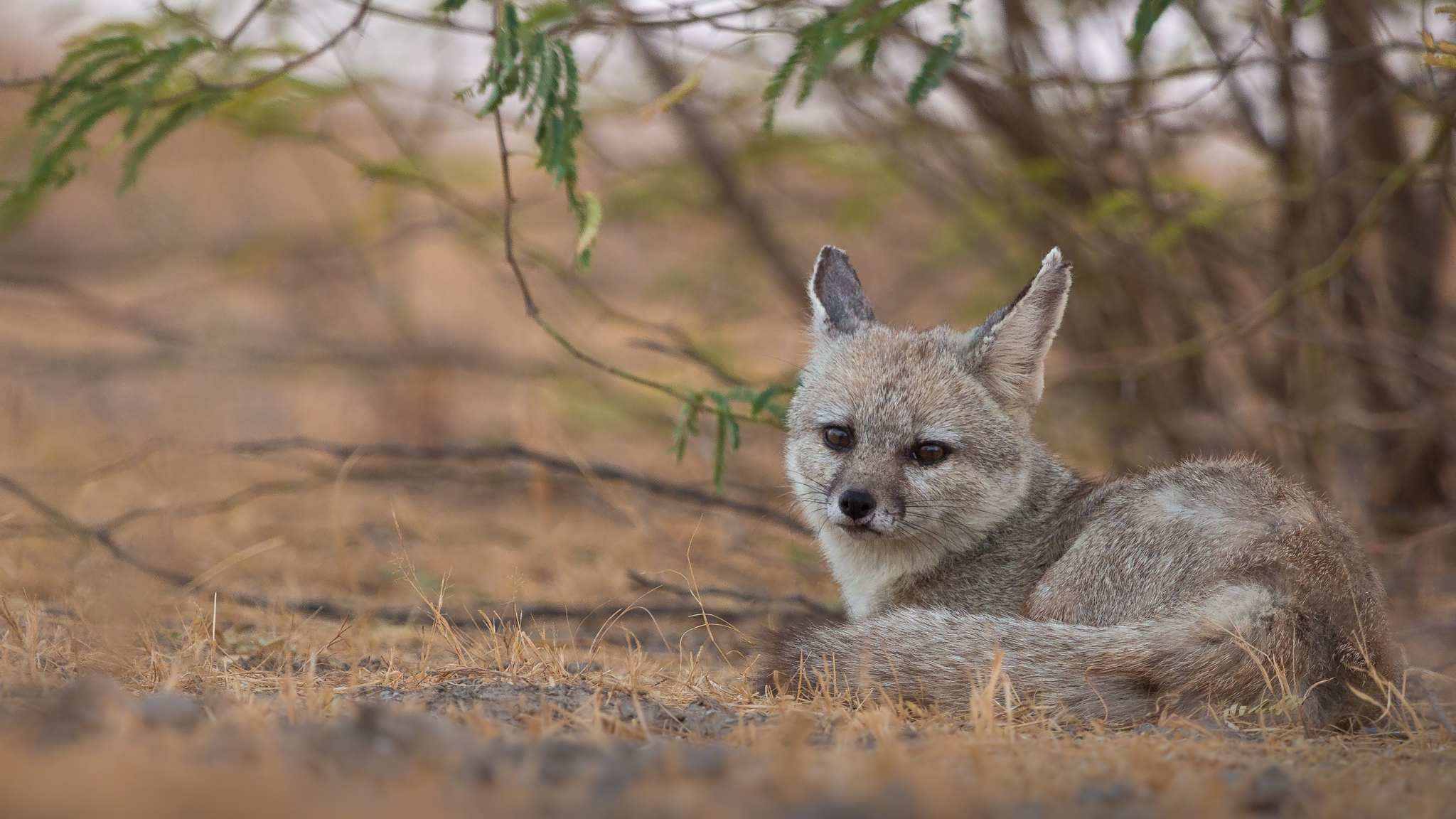
Indisk räv
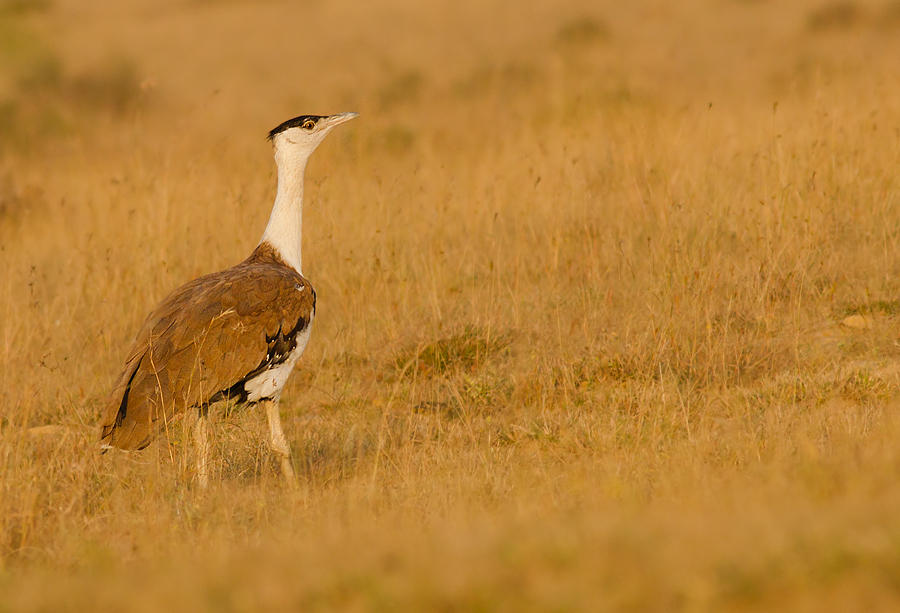
Indisk trapp
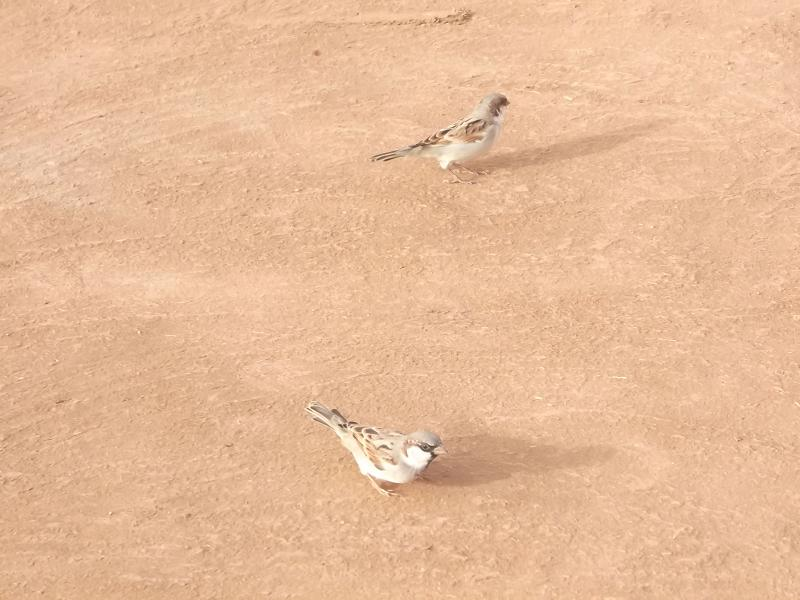
Gråsparv

## Människor och jordbruk
Jämfört med motsvarande ökenområden är Thar tätbefolkat med 84 personer per km2 i Rajastanområdet. De flesta av öknens invånare finns på landsbygden. Där nederbörden är som störst odlas jorden upp och andra områden används som betesmark. Odling och överbetning har lett till att sanden kommit på drift. För att stabilisera sanddynerna har man planterat bland annat acacia och eukalyptus. Staden Jaisalmer, huvudstad i det tidigare furstendömet Jaisalmer, ligger i Tharöknen.

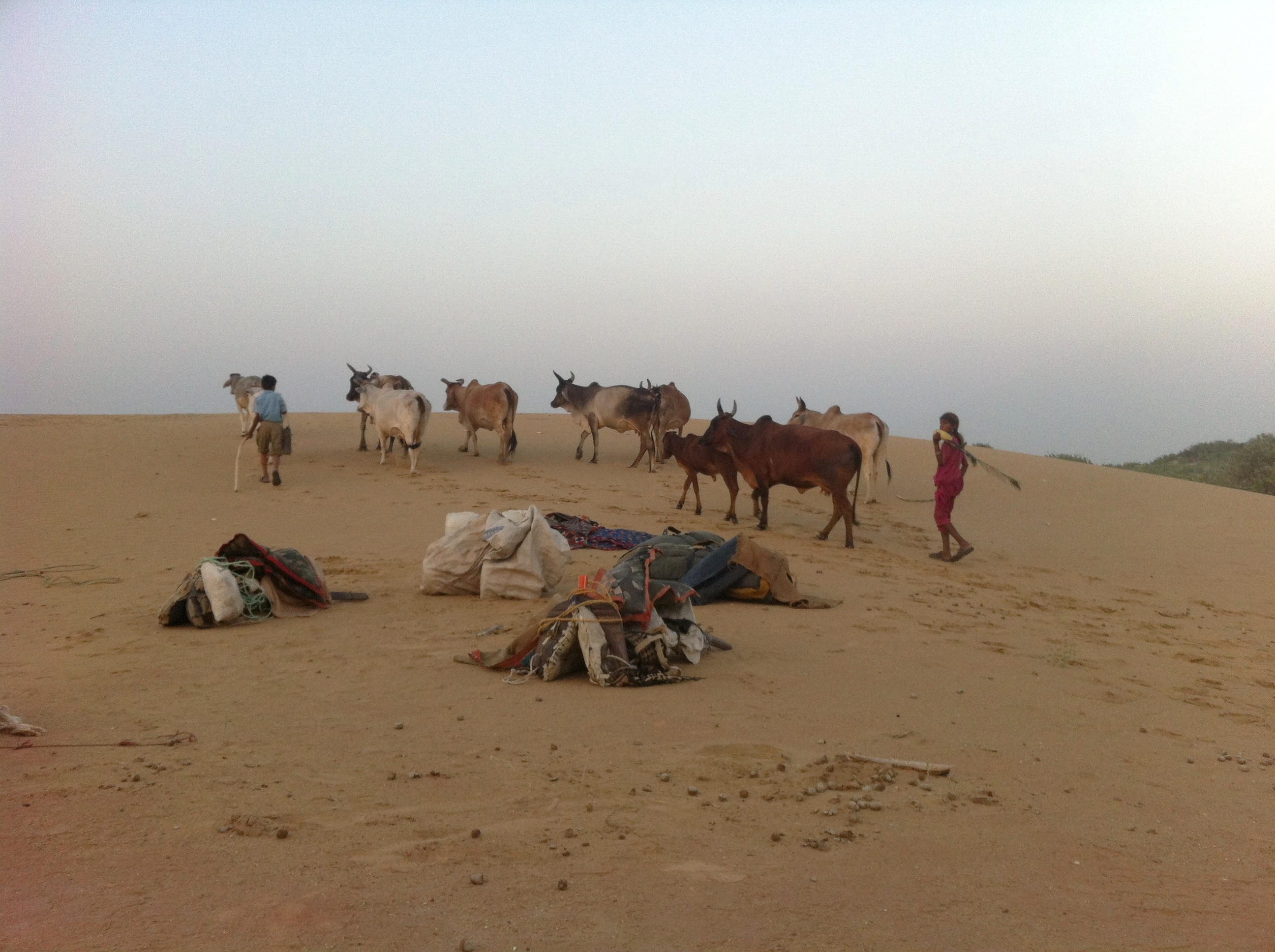
Herdar i öknen
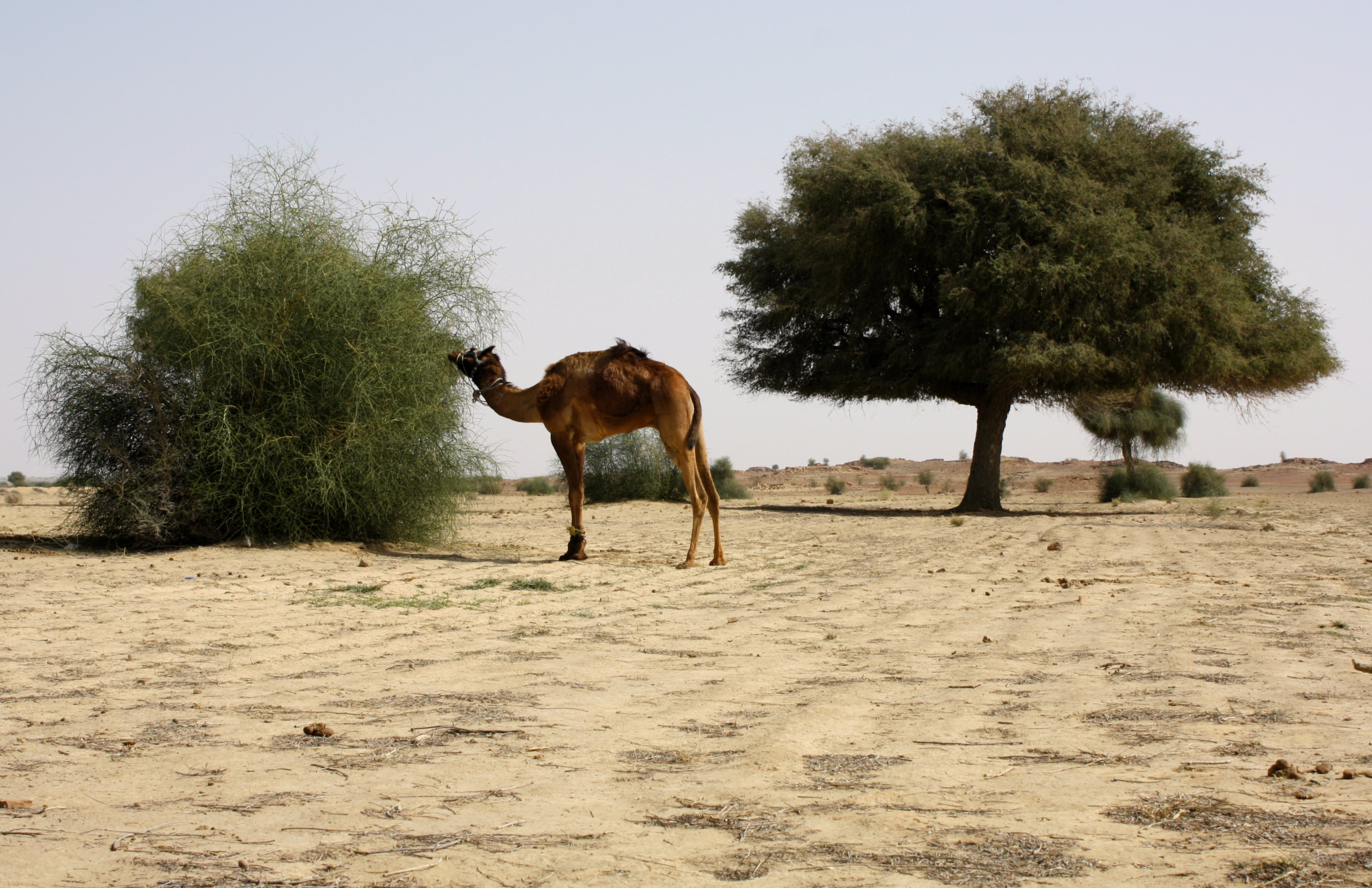
Kamel
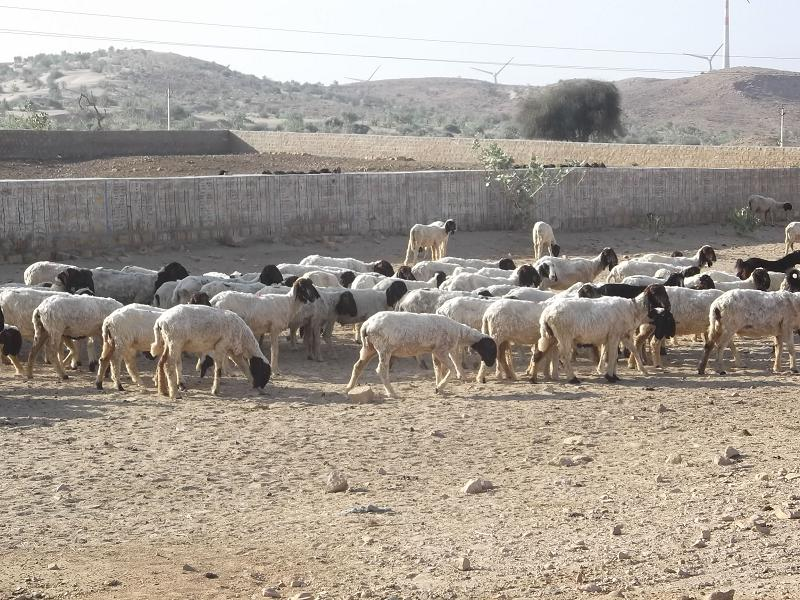
Fårhjord
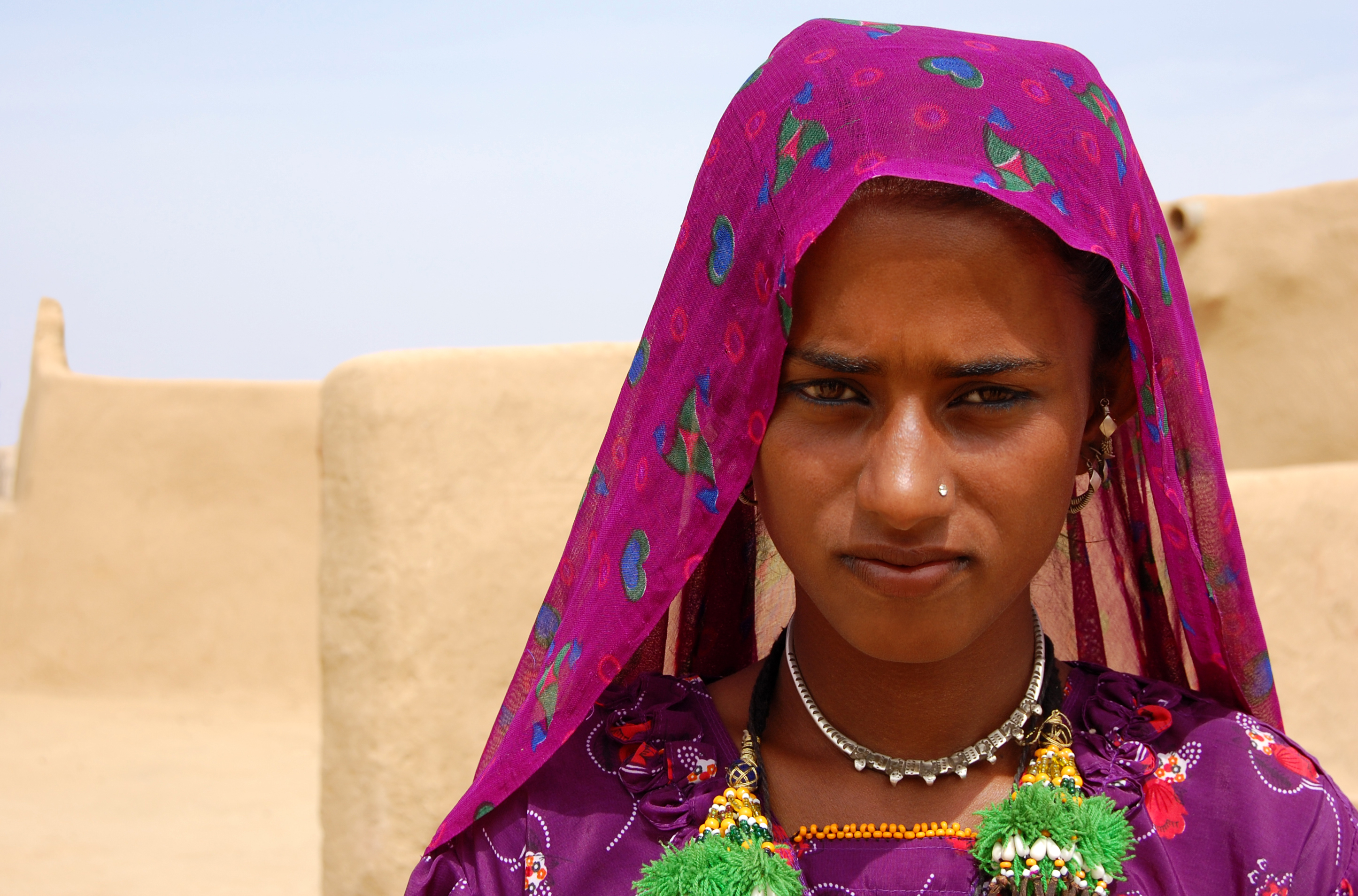
Ung kvinna nära Jaisalmer
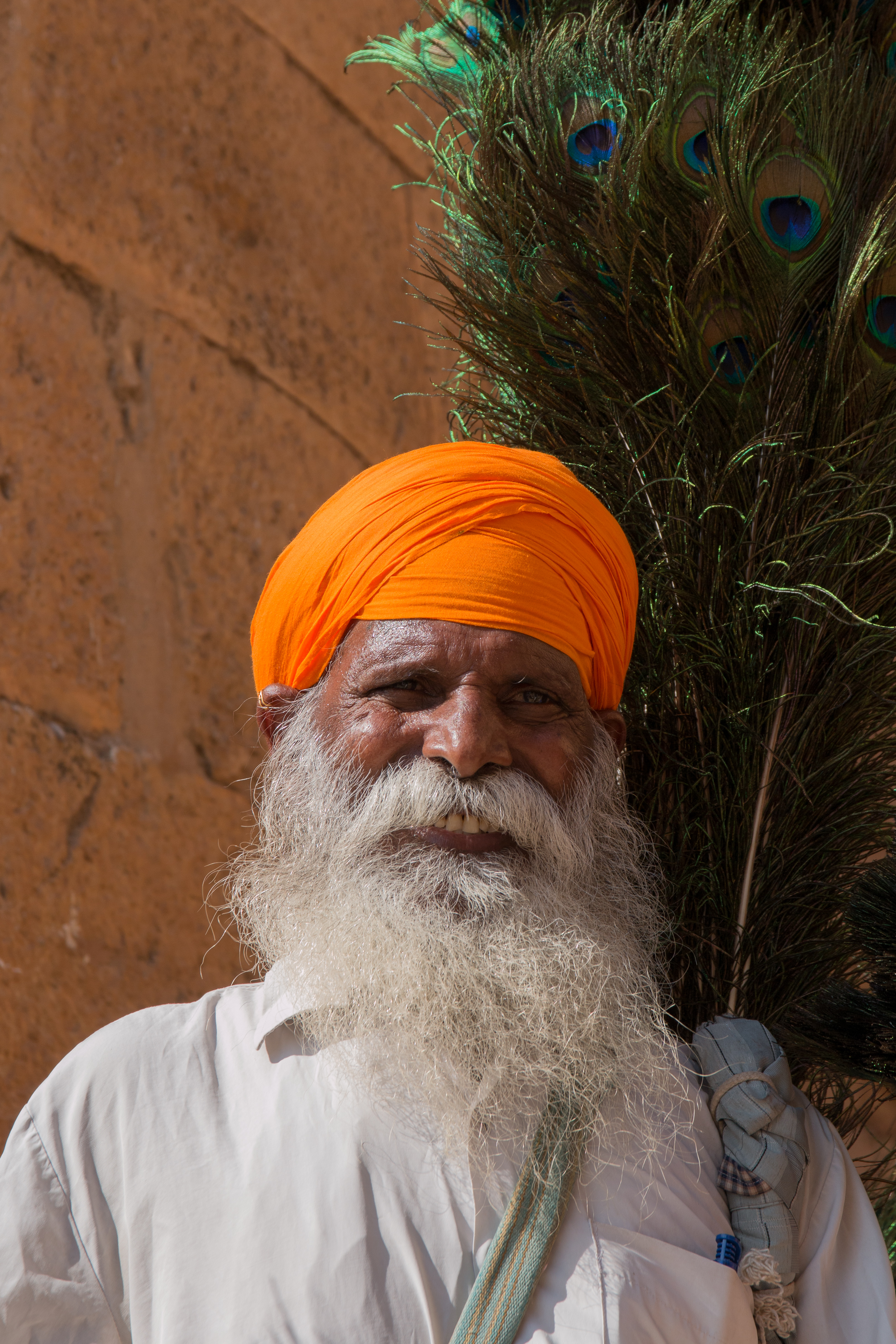
Försäljare i Jaisalmer
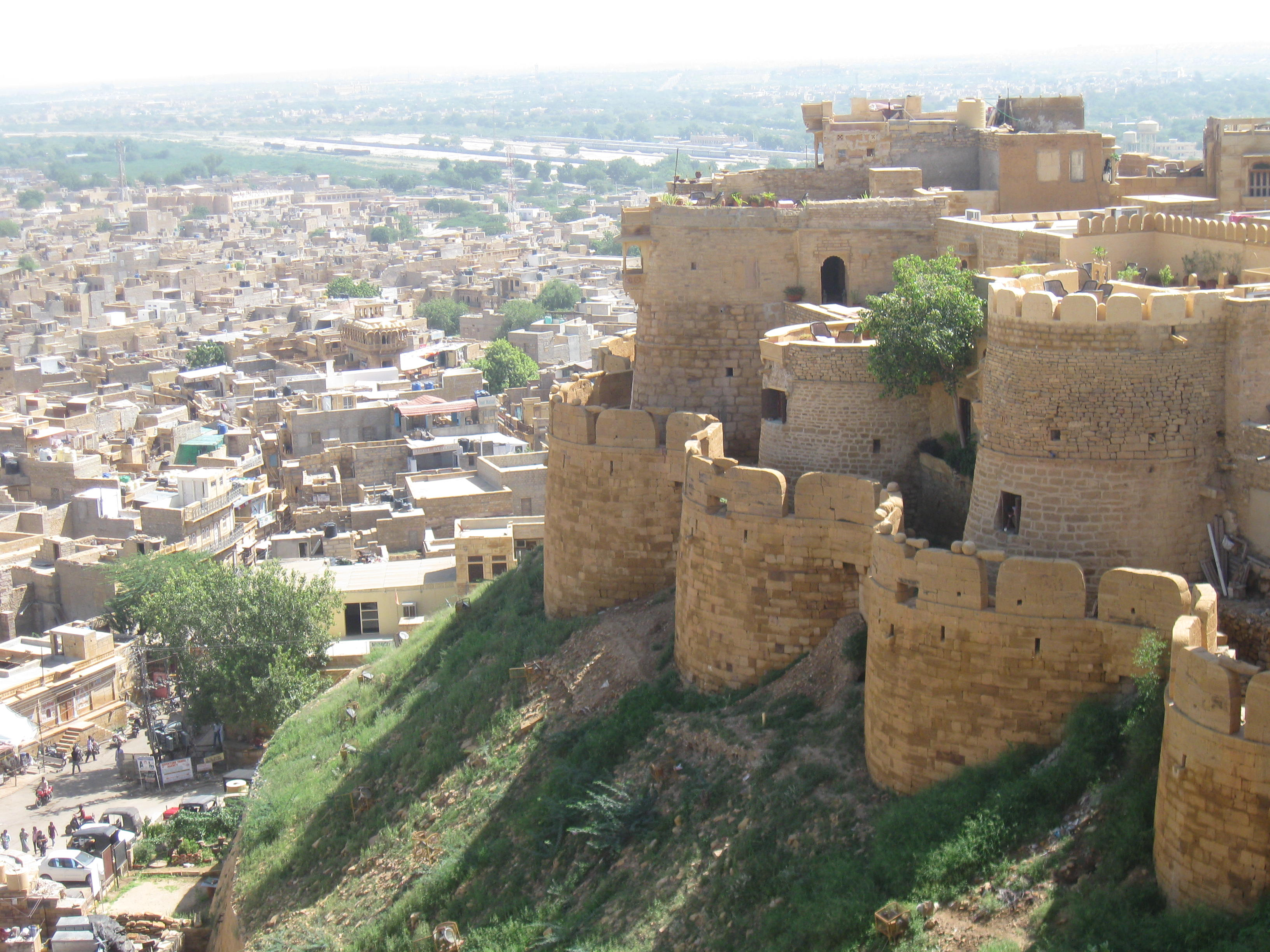
Jaisalmers fort